# کاترین لنکستر
کاترین لنکستر (انگلیسی: Catherine of Lancaster) همسر هنری سوم کستیا بود.

## نگارخانه